# Aneta Udriștioiu
Aneta Udriștioiu, née Aneta Pîrvuț le 22 juin 1989 à Slatina, est une joueuse roumaine de handball évoluant au poste d'ailière droite.

## Palmarès

### En club
compétitions nationales
- championne de Roumanie en  2014 (avec HCM Baia Mare) et 2018 (avec CSM Bucarest)
- vainqueur de la coupe de Roumanie en 2013 et 2014 (avec HCM Baia Mare) et 2018 (avec CSM Bucarest)

### Avec la sélection roumaine
autres
- troisième du championnat d'Europe junior 2007
- troisième du championnat du monde jeunes 2006
- finaliste du championnat d'Europe jeunes 2005